# Дуэньяс, Эдгар
Эдгар Дуэньяс (исп. Édgar Esteban Dueñas Peñaflor; род. 5 марта 1983, Гвадалахара, Мексика) — мексиканский футболист, игравший на позиции защитника.

## Клубная карьера
Дуэньяс является выпускником футбольной академии «Толуки». В 2002 году для получения игровой практики, Эдгар отправляется в команду второго дивизиона «Атлетико Чихутлан», где выступал в течение сезона 2002/03. В 2004 году он был включён в заявку основной команды он был включен тренером Рикардо Феретти. 18 января в матче против «Атланте» Дуэньяс дебютировал в мексиканской Премьере. В конце сезона Эдгар стал прочным игроком основы. 27 ноября 2004 года в поединке против «Атланте» он забил свой первый гол. В составе «Толуки», защитник дважды выигрывал Аперутуру и единожды турнир Бисентенарио в 2010 году. По итогам которого Дуэньяс был признан лучшим защитником турнира.
В 2014 году Эдгар покинул «Толуку», сыграв за команду более 300 матчей, его новым клубом стал «Чьяпас». 21 июля в матче против «Гвадалахары» он дебютировал за «ягуаров».
В начале 2016 Дуэньяс подписал контракт с «Пуэблой». 7 февраля в матче против «Атласа» он дебютировал за новый клуб. 22 августа в поединке против столичной «Америки» Эдгар забил свой первый гол за «Пуэблу».

## Международная карьера
Дебют Эдгара в сборной Мексики состоялся при тренере Рикардо Лавольпе. 25 января 2006 года он вызвал Дуэньяса в национальную команду для участия в товарищеском матче против сборной Норвегии.
В 2009 году Эдгар был включен в заявку сборной для участия в Золотом Кубке КОНКАКАФ. По итогам турнира, защитник выиграл золотую медаль, хотя не сыграл на турнире ни одной минуты.
В 2011 Дуэньяс вновь был вызван в национальную команду для поездки в США на турнир за Золотой Кубок КОНКАКАФ. По ходу турнира Эдгар и его четверо партнеров были уличены в применении допинга и отчислены из расположения сборной. Мексиканцы выиграли турнир. Дуэньяс и его партнеры смогли получить золотые медали, так как были амнистированы ФИФА. По итогам расследования, проведенного чиновниками футбольной организации, было выявлено, что кленбутерол попал в организм футболистов через отравленное мясо, которое те употребляли во время сбора национальной команды. Как и на предыдущем турнире, Эдгар получил золотую медаль, не приняв участие ни в одном матче соревнования.

## Достижения
Командные
 «Толука»
- Чемпионат Мексики по футболу — Апертура 2005
- Чемпионат Мексики по футболу — Апертура 2008
- Чемпионат Мексики по футболу — Бисентенарио 2010

Международные
 Сборная Мексики по футболу
- Золотой кубок КОНКАКАФ — 2009
- Золотой кубок КОНКАКАФ — 2011

Индивидуальные
- Лучший защитник — Бисентенарио 2010